# Korzękwice
Korzękwice (niem. Korkwitz, 1936–1945 Moeckendorf)– wieś w Polsce położona w województwie opolskim, w powiecie nyskim, w gminie Pakosławice.
W latach 1975–1998 miejscowość administracyjnie należała do ówczesnego województwa opolskiego.

## Nazwa
Pierwotnie miejscowość nosiła nazwę Korzekwica lub Korzekwice. W dokumentach nazwa w zlatynizowanej formie Corequicz pojawiła się po raz pierwszy w 1273 roku. Do języka niemieckiego została ona zaadaptowana w formie Korkwitz. Etymologia związana jest z apelatywem korzekwica, dawną nazwą żabieńca babki wodnej, lub z nazwą osobową Korzekwa, Korzkwa, wywodzącą się od rzeczownika korzkiew w znaczeniu ‘czerpak do nabierania wody’. W 1936 roku administracja niemiecka zmieniła nazwę Korkwitz na Moeckendorf, która nawiązywała do nazwiska właściciela wsi z XIX wieku – Moeckego. W 1948 roku zatwierdzono polską nazwę w formie Korzekwice, chociaż lokalna ludność powszechnie używała formy Korzękwice. Forma Korzękwice jako nazwa urzędowa obowiązuje od 1 stycznia 2019 roku.